# Nectarie al Constantinopolului
Nectarie (n. secolul al IV-lea d.Hr., Tarsos, Turcia – d. 27 septembrie 397 d.Hr., Constantinopol, Imperiul Roman de Răsărit) a fost arhiepiscopul Constantinopolului din anul 381 d.Hr. până la moartea sa, ca succesor al Sfântului Grigorie de Nazianz și predecesor al Sfântului Ioan Gură de Aur.

## Biografie

### Viața sa laică
S-a născut în orașul Tars din Cilicia într-o familie nobilă și a devenit cunoscut pentru caracterul său exemplar. Când Grigorie de Nazianz a demisionat din funcția de arhiepiscop al Constantinopolului, Nectarie era pretor al Constantinopolului. Pregătindu-se să meargă într-o călătorie la Tars, l-a vizitat pe episcopul de Tars, Diodor, care participa la Primul Sinod de la Constantinopol (unul dintre sinoadele ecumenice), pentru a-l întreba dacă avea de trimis acolo vreo scrisoare; înfățișarea și manierele sale l-au impresionat atât de mult pe episcopul Diodor, încât s-a hotărât să-l propună pe Nectarie să devină episcop; pretextând că trebuie să meargă undeva, Diodor l-a luat cu el pe Nectarie pentru a-l prezenta episcopului Meletie al Antiohiei.

### Numirea în funcția de arhiepiscop
După demisia lui Grigorie de Nazianz din funcția de arhiepiscop al Constantinopolului în timpul sinodului, împăratul Teodosie I a cerut episcopilor prezenți la sinod să propună candidați pentru scaunul vacant, urmând să aleagă pe unul dintre ei. Episcopul Meletie al Antiohiei a trecut numele lui Nectarie în partea de jos a listei candidaților. Împăratul a citit listele și l-a ales pe Nectarie ca viitor arhiepiscop al Constantinopolului. Alegerea neașteptată a lui Nectarie i-a surprins pe episcopii prezenți la sinod deoarece el era în acea vreme doar catehumen și încă nu fusese botezat. Cu toate acestea, populația orașului Constantinopol a fost încântată de această veste.
Nectarie a fost botezat, hirotonit pe rând diacon, preot și episcop și instalat arhiepiscop al Constantinopolului, apoi a devenit imediat președinte al Sinodului II Ecumenic.
Nectarie a condus biserica timp de 16 ani și a fost, conform cronicilor, un bun ierarh. Numele său se află în fruntea celor 150 de semnături ale episcopilor care au aprobat canoanele celui de-al doilea Sinod Ecumenic. Canonul 3 statuează că: „... episcopul Constantinopolului va deține întâietatea cinstei după episcopul Romei, deoarece Constantinopolul este noua Romă”.

### Disensiuni religioase
O parte dintre episcopii apuseni s-au opus alegerii lui Nectarie și au cerut convocarea unui sinod comun răsăriteano-apusean pentru a stabili validitatea succesiunii sale, astfel că împăratul Teodosie, la scurt timp după încheierea celui de-al doilea sinod ecumenic, i-a convocat pe episcopii imperiali la un nou sinod la Constantinopol; aproape toți aceiași episcopi care au participat la Sinodul II Ecumenic s-au adunat din nou în vara anului 382. La sosire, ei au primit o scrisoare de la Sinodul de la Milan, prin care erau invitați să meargă la un sinod general ce urma să aibă loc la Roma; episcopii au decis să rămână acolo unde erau deoarece nu erau pregătiți pentru o călătorie atât de lungă. Cu toate acestea, ei au trimis trei delegați - Syriacus, Eusebiu și Priscian - cu o scrisoare sinodală către papa Damasus I, arhiepiscopul Ambrozie al Mediolanului și ceilalți episcopi adunați în sinodul de la Roma.
Sinodul de la Roma căruia i-a fost adresată această scrisoare a fost al cincilea sinod condus de papa Damasus. Nu s-a păstrat niciun raport formal al lucrărilor sale și nu se cunoaște modul în care membrii săi au tratat chestiunea alegerii lui Nectarie. Cu toate acestea, Teodosie a trimis reprezentanți imperiali la Roma în sprijinul sinodului constantinopolitan. În cea de-a 15-a scrisoare a sa (către episcopii din Iliria), el a indicat că Biserica Romei a fost în cele din urmă de acord să-i recunoască ca arhiepiscopi atât pe Nectarie al Constantinopolului, cât și pe Flavian al Antiohiei.
Șase scrisori ale lui Nectarie s-au păstrat în arhivele predecesorului său, Grigorie de Nazianz. În prima adresează urări cordiale episcopilor subordonați lui, iar în ultima, cu o importanță deosebită, îi îndeamnă să nu fie prea liberali în tolerarea apolinariștilor.
În iunie 383 a avut loc un al treilea sinod la Constantinopol. În ciuda decretelor episcopilor și ale împăratului, arienii și pnevmatomahii (adepții ereziei lui Macedonie) au continuat să-și răspândească învățăturile de credință. Teodosie a convocat reprezentanți din toate părțile imperiului în capitală pentru o discuție, sperând să realizeze o reconciliere doctrinară. Înaintea începerii sinodului, l-a chemat pe arhiepiscopul Nectarie și i-a cerut ca toate chestiunile să fie dezbătute până la capăt.
Nectarie s-a întors acasă și, fiind neliniștit, s-a consultat cu episcopul novaționist Agelius, care nu s-a simțit capabil să arbitreze o astfel de controversă. Cu toate acestea, el avea un referent pe nume Sisinnius, filozof și teolog, căruia i-a prezentat disputa doctrinară cu arienii. Sisinnius a sugerat ca ei să adune mărturii ale vechilor Părinți ai Bisericii despre doctrina Fiului și să-i întrebe pe conducătorii facțiunilor rivale dacă acceptă autoritatea acestor învățături sau doresc să fie anatemizate. Atât arhiepiscopul, cât și împăratul au fost de acord cu această sugestie, iar atunci când episcopii s-au întrunit, împăratul i-a întrebat dacă îi respectă pe „... învățătorii care au trăit înainte de schisma ariană?” Adunarea episcopilor a confirmat acest lucru, iar împăratul i-a întrebat dacă sunt de acord „... cu mărturiile solide și de încredere ale adevăratei doctrine creștine?”.
Această întrebare a divizare a adunării episcopilor, iar împăratul a ordonat astfel fiecărei facțiuni să elaboreze o mărturisire scrisă a propriei doctrine. Când s-a făcut acest lucru, episcopii au fost chemați la palatul imperial, unde împăratul i-a primit cu prietenie și s-a retras apoi pentru a studia mărturisirile lor. După ce le-a studiat, Teodosie le-a respins și le-a distrus pe toate, cu excepția celei ortodoxe, deoarece a considerat că celelalte aduceau inovații dogmei Sfintei Treimi. După aceasta, împăratul Teodosie a interzis tuturor sectelor, cu excepția novaționiștilor, să oficieze slujbe religioase, să își publice doctrinele sau să hirotonească clerici, sub amenințarea unor pedepse civile aspre.
În 385 au murit soția împăratului Aelia Flaccilla (sau Placilla) și fiica lor, Pulcheria. Arhiepiscopul Nectarie a cerut episcopului Grigore de Nyssa (fratele lui Vasile cel Mare) să țină predicile funerare pentru amândouă.

### Moartea
Spre sfârșitul păstoririi sale ca arhiepiscop, Nectarie a desființat funcția de preot penitent, care avea sarcina să primească spovedaniile înainte de împărtășirea credincioșilor. Exemplul său a fost urmat de aproape toți ceilalți episcopi. Această categorie fusese adăugată rangului ecleziastic în vremea schismei novaționiste, când adepții acelei doctrine au refuzat orice comunicare cu cei care au cedat persecuției deciene. Treptat, au existat tot mai puțini apostați, iar îndatoririle preotului penitent au devenit mai strâns legate de pregătirea pentru împărtășanie. Nectarie a desființat această funcție în urma unui scandal.
Nectarie a murit în funcție la 17 septembrie 397 (Butler susține că Nectarie a murit la 27 septembrie) și a fost succedat pe tronul arhiepiscopal de Sfântul Ioan Gură de Aur.

## Venerare
Arhiepiscopul Nectarie este venerat ca sfânt, fiind prăznuit în ziua de 11 octombrie.